# Ihor Turtschenko
Іhor Turtschenko (ukrainisch Ігорь Турченко, wiss. Transliteration, Ihor Turčenko; geboren am 4. Dezember 2000 in Browary) ist ein ukrainischer Handballspieler, der auf der Spielposition linker Rückraum eingesetzt wird.

## Vereinskarriere
Turtschenko begann seine Profikarriere im Handball beim ukrainischen Verein HK Motor Saporischschja in der ukrainischen Superliga. Nach dem russischen Überfall auf die Ukraine floh er mit dem Team nach Deutschland, wo die Mannschaft in der Spielzeit 2022/2023 am Spielbetrieb der 2. Bundesliga teilnahm.
Seit Juli 2023 steht er für zwei Jahre in Frankreich bei dem in der Ligue Nationale de Handball spielenden Verein Limoges Handball unter Vertrag. Im Sommer 2026 wird er zum Ligakonkurrenten HBC Nantes wechseln.
Mit den Teams aus Saporischschja und Limoges nahm er an europäischen Vereinswettbewerben teil.

## Auswahlmannschaften
Er debütierte 2021 in der ukrainischen Nationalmannschaft. Turtschenko nahm an der Europameisterschaft 2022 teil.